# Centrale nucléaire de Balakovo
La centrale nucléaire de Balakovo (en russe : Балаковская АЭС, Balakovskaïa AES) est située à Balakovo, dans l'oblast de Saratov, en Russie.

## Description
Cette centrale comprend quatre réacteurs à eau pressurisée de type VVER-1000/320 de capacité nominale 1 000 MW :
| Nom du réacteur | Modèle        | Puissance brute(MW) | Puissance nette(MW) | Début de construction | Raccordement au réseau | Mise en service commerciale |
| --------------- | ------------- | ------------------- | ------------------- | --------------------- | ---------------------- | --------------------------- |
| Balakovo-1      | VVER-1000/320 | 1000                | 988                 | 01.12.1980            | 28.12.1985             | 23.05.1986                  |
| Balakovo-2      | VVER-1000/320 | 1000                | 988                 | 01.08.1981            | 08.10.1987             | 18.01.1988                  |
| Balakovo-3      | VVER-1000/320 | 1000                | 988                 | 01.11.1982            | 25.12.1988             | 08.04.1989                  |
| Balakovo-4      | VVER-1000/320 | 1000                | 988                 | 01.04.1984            | 11.04.1993             | 22.12.1993                  |

Le 27 Juin 1985, un accident se produit au cours d'une phase de démarrage en raison de la nervosité et du manque d'expérience de l'équipe chargée de l'exploitation dirigée par Taras Grigorievitch Plokhi, ingénieur en chef de la centrale et qui avait travaillé précédemment à la centrale de Tchernobyl. Les valves des pressuriseurs sont brusquement ouvertes laissant de la vapeur d'eau à 300°C s'échapper dans la zone de travail et conduisant à la mort de 14 personnes,. 
La construction des cinquième et sixième réacteurs a été arrêtée en 1992.
Le propriétaire-exploitant est l'entreprise d'État Rosenergoatom. 